# 常磐下船尾町
常磐下船尾町（じょうばん しもふなおまち）は、福島県いわき市にある大字である。郵便番号は972-8312。

## 地理
いわき市中央部の常磐地区に属する。北で常磐水野谷町、北東で常磐三沢町、東で小名浜金成、小名浜林城、小名浜岩出、南東で小名浜玉川町、小名浜野田、南西で小名浜島、西で常磐西郷町、常磐関船町とそれぞれ隣接する。概ね町村制施行以前の磐前郡下船尾村の流れを汲む地域である。二級水系藤原川と支流の水野谷川下流部の左岸、および藤原川左岸支流の馬渡川流域を主な範囲とする。川沿い平野部は商業地や住宅地が広がり、馬渡川上流部の谷あいでは水田が広がる。北側の山林は大規模に開発され常磐鹿島工業団地の南側一角を成している。域内南西部に当大字名を冠する「常磐下船尾交差点」があり、旧国道6号と石川方面、小名浜方面とを結ぶ市内有数の交通の要衝である。常磐関船町内に所在するいわき中央警察署常磐分庁舎及び常磐消防署がそれぞれ管轄にあたる。

### 主な字
字
複数の字を持つが、地名の表記に「字」の文字は使用されない。
- 宮下
- 中畑
- 杭出作
- 蛇並

- レイ堂
- 作
- 居作
- 古内

- 村山
- 歌川
- 馬渡

### 河川
- 藤原川
  - 馬渡川
    - 杭出作池

## 歴史
- 1879年1月27日 - 幕府領下船尾村が福島県内における郡区町村制の施行により磐前郡の村となる[4]。
- 1889年4月1日 - 町村制の施行により下船尾村が長孫村、馬玉村、岩ヶ岡村、西郷村、上湯長谷村、下湯長谷村、関船村、水野谷村、藤原村、白鳥村と合併し、磐前郡磐崎村が成立する。旧下船尾村域は磐崎村の大字となる[4]。
- 1896年4月1日 - 磐前郡と周辺郡との合併により石城郡が発足し、石城郡磐崎村となる[4]。
- 1954年3月31日 - 磐崎村が湯本町と合併し常磐市が成立し、常磐市の大字となる[4]。
- 1966年10月1日 - 常磐市が平市・勿来市・内郷市・磐城市、石城郡小川町・遠野町・四倉町・川前村・田人村・好間村・三和村、双葉郡久之浜町・大久村と合併しいわき市となり、いわき市常磐地区の大字となる[4]。

## 世帯数と人口
2023年10月31日現在の世帯数と人口は以下の通りである。
| 大字         | 世帯数  | 人口   |
| ------------ | ------- | ------ |
| 常磐下船尾町 | 638世帯 | 1378人 |

## 小・中学校の学区
市立小・中学校に通う場合、学区は以下の通りとなる。
| 番地 | 小学校               | 中学校               |
| ---- | -------------------- | -------------------- |
| 全域 | いわき市立磐崎小学校 | いわき市立磐崎中学校 |

## 交通

### 道路
- 福島県道14号いわき石川線いわき石川バイパス
- 福島県道20号いわき上三坂小野線
- 福島県道48号江名常磐線
- 福島県道66号小名浜小野線

## 施設
- 常磐下船尾郵便局
- ネッツトヨタ郡山 いわき店
- トヨタカローラいわき 湯本店
- 常磐鹿島工業団地
  - 福島県ハイテクプラザ いわき技術支援センター
  - 古川電池 いわき事業所
  - 前田道路 いわき合材工場
  - 前田工業 いわき工場
  - 永谷園フーズ サンフレックス第一・第二工場
  - 大日ケミカル いわき工場
  - クリナップ クレート工場
  - 大野ベロー工業 いわき工場
  - 相互薬工 いわき事業所
  - アールエコ 東北支店
  - 協和ファインツール いわき工場
  - キクモクBEAM